# 圣阿波利纳尔 (伊泽尔省)
圣阿波利纳尔（法語：Saint-Appolinard，法語發音：[sɛ̃.t‿apɔlinaʁ]）是法国伊泽尔省的一个市镇，位于该省西部，属于格勒诺布尔区。

## 地理
圣阿波利纳尔（45°11'20"N, 5°15'45"E）面积10.76 平方千米，位于法国奥弗涅-罗讷-阿尔卑斯大区伊泽尔省，该省份为法国东南部内陆省份，北起顺时针与安省、萨瓦省、上阿尔卑斯省、德龙省、阿尔代什省、卢瓦尔省和罗讷省。
与圣阿波利纳尔接壤的市镇（或旧市镇、城区）包括：贝桑、沙特、舍夫里耶尔、鲁瓦邦、圣安托万拉拜。

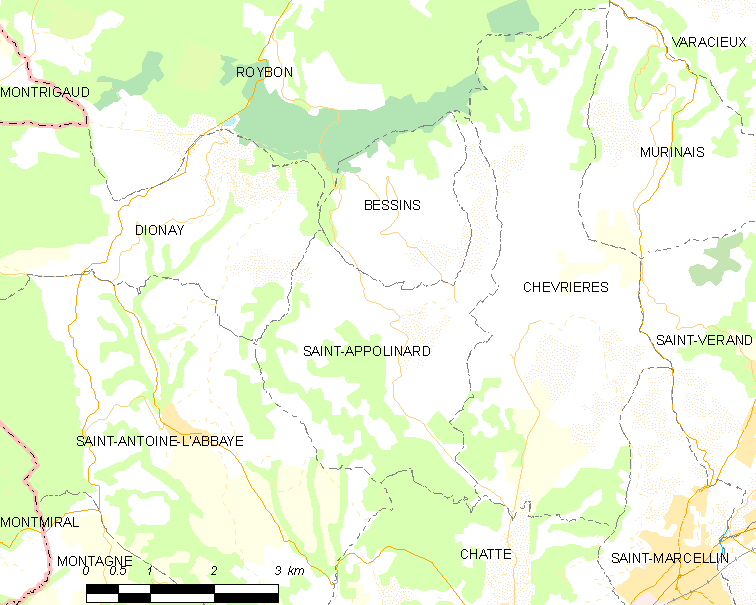
的OSM定位图

圣阿波利纳尔的时区为UTC+01:00、UTC+02:00（夏令时）。

## 行政
圣阿波利纳尔的邮政编码为38160，INSEE市镇编码为38360。

## 政治
圣阿波利纳尔所属的省级选区为南格雷西沃当县。

## 人口

1962-2008年间人口变化图示

圣阿波利纳尔于2022年1月1日时的人口数量为403人。